# Commanderij Altshausen

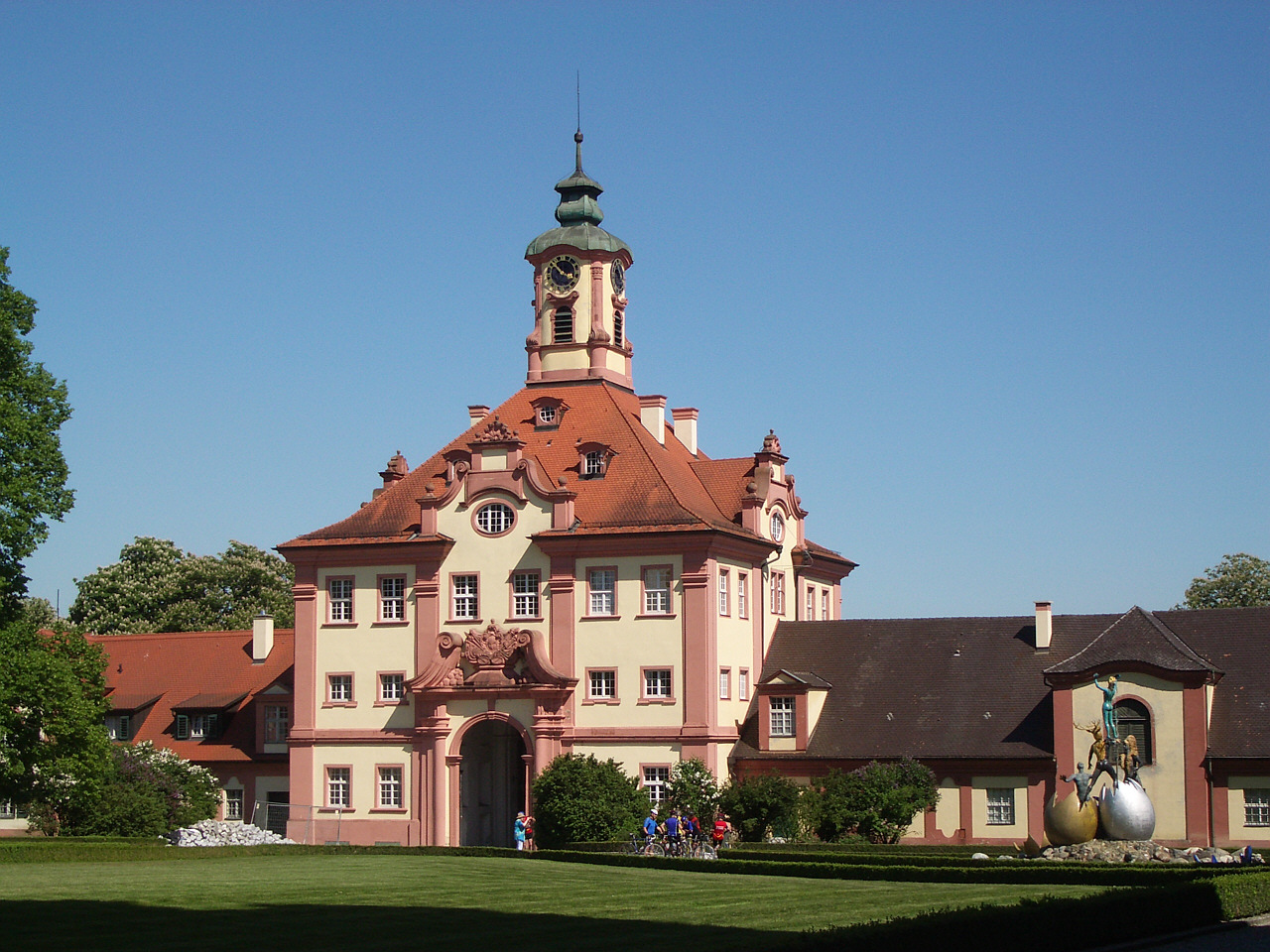
Slot Altshausen

Altshausen was een tot de Zwabische Kreits behorende commanderij van de balije Elzas-Bourgondië van de Duitse Orde.
Altshausen in Baden-Württemberg werd door de Duitse Orde in 1264 verworven van de rijkskamerheer van Bigenburg. In 1265 werd de commanderij Bienburg verlegd naar Altshausen. Het zou de rijkste commanderij van de balije worden. 
In 1444 werd de zetel van de balije Elzas-Bourgondië van Beuggen verplaatst naar Altshausen. De heerlijkheid Altshausen bestond uit 19 dorpen. De landcommandeur was tevens rijksgraaf van Altshausen. Tot dit graafschap behoorde de commanderij Rohr-Waldstetten.
In 1506 werd de heerlijkheid Hohenfels gekocht van de heren van Jungnau en in 1562 werd de heerlijkheid Ellhofen gekocht. De volgende aanwinst was de heerlijkheid Illerrieden in 1568. Van de heren van Sürgenstein werd in 1691 de heerlijkheid Achberg gekocht en in 1700 de heerlijkheid Arnegg van de familie Stadion. Ook had de commanderij een aandeel in de heerlijkheid Blumenfeld van de commanderij Mainau.
In artikel 18 van de Rijnbondakte van 12 juli 1806 werd de commanderij Altshausen (met uitzondering van de heerlijkheden Achberg en Hohenfels) bij het koninkrijk Württemberg gevoegd.  
In artikel 23 werden de heerlijkheden Achberg en Hohenfels bij Hohenzollern-Sigmaringen gevoegd.
Het niet in de akte vermelde Ellhofen kwam aan Beieren